# Lisbeth Lass

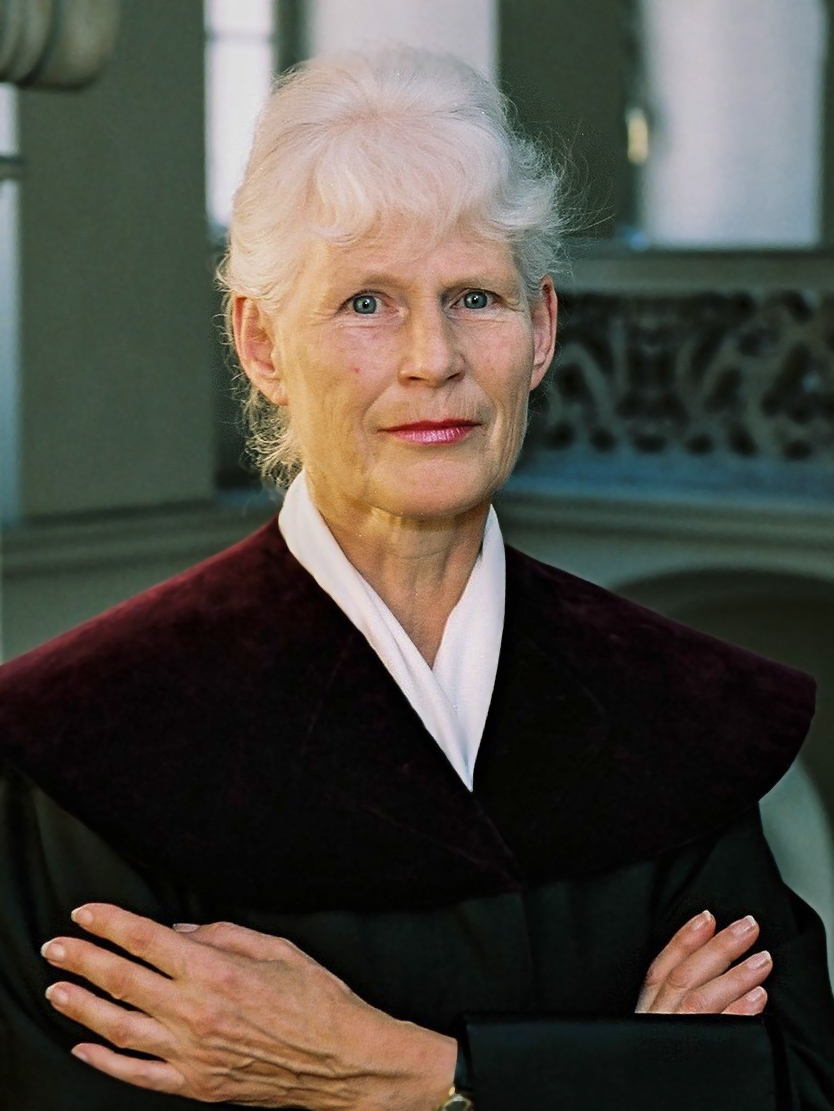
Lisbeth Lass als Verfassungsrichterin im Talar (2003)

Lisbeth Lass (* 20. September 1940 in Innsbruck als Lisbeth Kunst) ist eine österreichische Juristin und ehemalige Richterin am Verfassungsgerichtshof der Republik Österreich.

## Leben
Lisbeth Lass ist die Tochter des SPÖ-Politikers Karl Kunst und der Kindergärtnerin Fanny Kunst.
Lass besuchte in Innsbruck das Bundesrealgymnasium und die Bundeshandelsschule. Anschließend war sie als Büroangestellte und Buchhalterin tätig. 1966 legte sie die Prüfung zur Bilanzbuchhalterin und 1972 die Matura ab. Sie studierte Rechtswissenschaften an der Universität Innsbruck.  1976 wurde sie zur Doktorin der Rechte (Dr. iur.) promoviert. Sie war Konzipientin in der Kanzlei ihres Vaters und an verschiedenen Gerichten in Innsbruck tätig. 1982 wurde sie eingetragene selbstständige Rechtsanwältin und arbeitete als Strafverteidigerin.
Ende 1992 setzte der Nationalrat Lisbeth Lass in einem Dreiervorschlag für die Besetzung eines Ersatzmitglied-Postens am Verfassungsgerichtshof auf Vorschlag der SPÖ an die erste Stelle, woraufhin sie Bundespräsident Thomas Klestil mit 17. Februar 1993 als erste Frau zum Ersatzmitglied des VfGH ernannte. Nachdem Ende des Jahres 1993 Karl Piska dem bisherigen Vizepräsidenten Kurt Ringhofer nach dessen Tod auf den Posten als Vizepräsident nachgefolgt war, musste der Nationalrat einen Vorschlag für die Nachbesetzung eines Mitglieds des Verfassungsgerichtshofs erstellen. Lisbeth Lass wurde auf diesem Dreiervorschlag hinter Eva-Elisabeth Szymanski und Theo Öhlinger auf dem dritten Platz gereiht. Bis dahin war der Bundespräsident, der die Mitglieder und Ersatzmitglieder des Verfassungsgerichtshofs auf diesen Vorschlag hin ernennt, stets der Reihung des Nationalrats gefolgt. Bundespräsident Klestil entschied sich, die Vorschlagsreihenfolge zu ignorieren und ernannte Lisbeth Lass mit 7. März 1994 zum ordentlichen Mitglied des Verfassungsgerichtshofs. Als Reaktion darauf schaffte der Nationalrat diese Kompetenz des Bundespräsidenten im Jahr 1994 durch eine Verfassungsänderung ab und ersetzte die bis dahin von National- und Bundesrat zu erstattenden Dreiervorschläge durch Ein-Personen-Vorschläge.
Lisbeth Lass übte sowohl das Amt als Ersatzmitglied als auch als Mitglied des VfGH jeweils als erste Frau in der Geschichte der österreichischen Verfassungsgerichtsbarkeit aus. Mit dem Erreichen der Altersgrenze von 70 Jahren schied Lisbeth Lass am 31. Dezember 2010 aus dem Richteramt aus.

## Auszeichnungen
- 2004: Großes Goldenes Ehrenzeichen für Verdienste um die Republik Österreich[7]